# Chabuata fulva
Chabuata fulva är en fjärilsart som beskrevs av Blanchard 1854. Chabuata fulva ingår i släktet Chabuata och familjen nattflyn. Inga underarter finns listade i Catalogue of Life.